# チームB 3rd Stage「B A FIGHTER」公演
チームB 3rd Stage「B A FIGHTER」公演は、SNH48の姉妹グループであるBEJ48チームBの4th公演であり、チームB初のオリジナル公演である。

## 公演内容

### 曲目
本編
1. overture
（作曲・編曲：尾澤拓実）
全BEJ48公演共通である。
2. Be a Fighter
（Be a Fighter、作詞：張艾/段藝璇、作曲：Piggy、編曲：Piggy/Koshin）
3. 先鋒ラッパ
（先锋号角、作詞：黄楓宜、作曲：Piggy、編曲：Piggy/Koshin）
4. 速
（速、作詞：張艾、作曲：Piggy、編曲：Piggy/Koshin）
5. 飛行国
（飞行国度、作詞：黄楓宜、作曲：唐紹崴、編曲：唐紹崴）
6. 紳士風
（绅士风度、作詞：左放、作曲：Ken Chong、編曲：Ken Chong）
7. 弾丸日記
（子弹日记、作詞：張艾、作曲：Piggy、編曲：Piggy）
8. Show
（Show、作詞：左放/段藝璇、作曲：Melodesign、編曲：Melodesign）
9. 毎日少しずつ
（一天天一点点、作詞：夏寧、作曲：7key Once、編曲：7key Once）
10. Spy
（Spy、作詞：夏寧、作曲：Piggy、編曲：Piggy/Koshin）
11. 星梦奇遇記
（星梦奇遇记、作詞：李相辰、作曲：Arisa Sato、編曲：Arisa Sato）
12. 華夏-紫禁城
（华夏-紫禁城、作詞：夏寧、作曲：7key Once、編曲：7key Once）
13. If You
（If You、作詞：夏寧、作曲：7key Once、編曲：7key Once）
14. 愚かな
（笨、作詞：甘世佳、作曲：Andrew Shin、編曲：Andrew Shin）

アンコール
1. 虹色の警戒
（虹色警戒、作詞：左放、作曲：Piggy、編曲：Piggy/Koshin）
2. 行こう！あの異界号
（前行吧!彼异界号、作詞：夏寧、作曲：Piggy、編曲：Piggy/Koshin）
3. 愛と前の方向
（爱与前方、作詞：黄楓宜、作曲：Piggy、編曲：Piggy/Koshin）

## BEJ48 チームB 3rd Stage「B A FIGHTER」公演
公演期間
2018年1月19日 -
出演メンバー
段藝璇・田姝麗・劉姝賢・張夢慧・毛其羽・夏越・閆明筠・青鈺雯・陳美君・胡曉慧・熊素君・沈小愛・林溪荷・胡麗芝・周潔藝・孫曉艶・サポートメンバー

ユニット曲担当
- 紳士風（胡曉慧、熊素君、沈小愛）
- 弾丸日記（張夢慧、毛其羽、夏越）
- Show（段藝璇、田姝麗、青鈺雯）
- 毎日少しずつ（閆明筠、林溪荷、胡麗芝、周潔藝、孫曉艶）
- spy（劉姝賢、陳美君）